# Something About Amelia
Something About Amelia é um telefilme estadunidense de 1984 escrito por William Hanley
e dirigido por Randa Haines. O filme é estrelado por Ted Danson, Glenn Close, Roxana Zal e Missy Francis.
Recebeu oito indicações ao Emmy e venceu em três categorias. Foi também foi indicado a quatro Globos de Ouro e ganhou dois, de Melhor Minissérie ou Telefilme e de Melhor Ator em Minissérie ou Telefilme (Ted Danson).

## Enredo
A vergonha e o medo mantiveram Amelia Bennett em silêncio sobre o abuso sexual que ela está sofrendo nas mãos de seu pai, Steven. Mas quando ela começa a acreditar que ele pode vim a fazer o mesmo com o seu irmão mais novo, Amelia decide expor a todos o seu terrível segredo.

## Elenco
- Ted Danson como Steven Bennett
- Glenn Close como Gail Bennett
- Olivia Cole como Ruth Walters
- Roxana Zal como Amelia Bennett
- Lane Smith como Oficial Dealy
- Jane Kaczmarek como Mrs. Hall
- Melissa Francis como Beth Bennett (como Missy Francis)
- Kevin Conway como Dr. Kevin Farley
- Matthew Faison como Juiz
- James Carrington como Oficial Barnes
- Mark Withers como Jensen
- Michael Bond como Heller
- Ed Call como Sargento (como Edward Call)
- Robert Hitt como Mr. Johnson
- Keri Montgomery como Janie